# Wolfgang Dahms

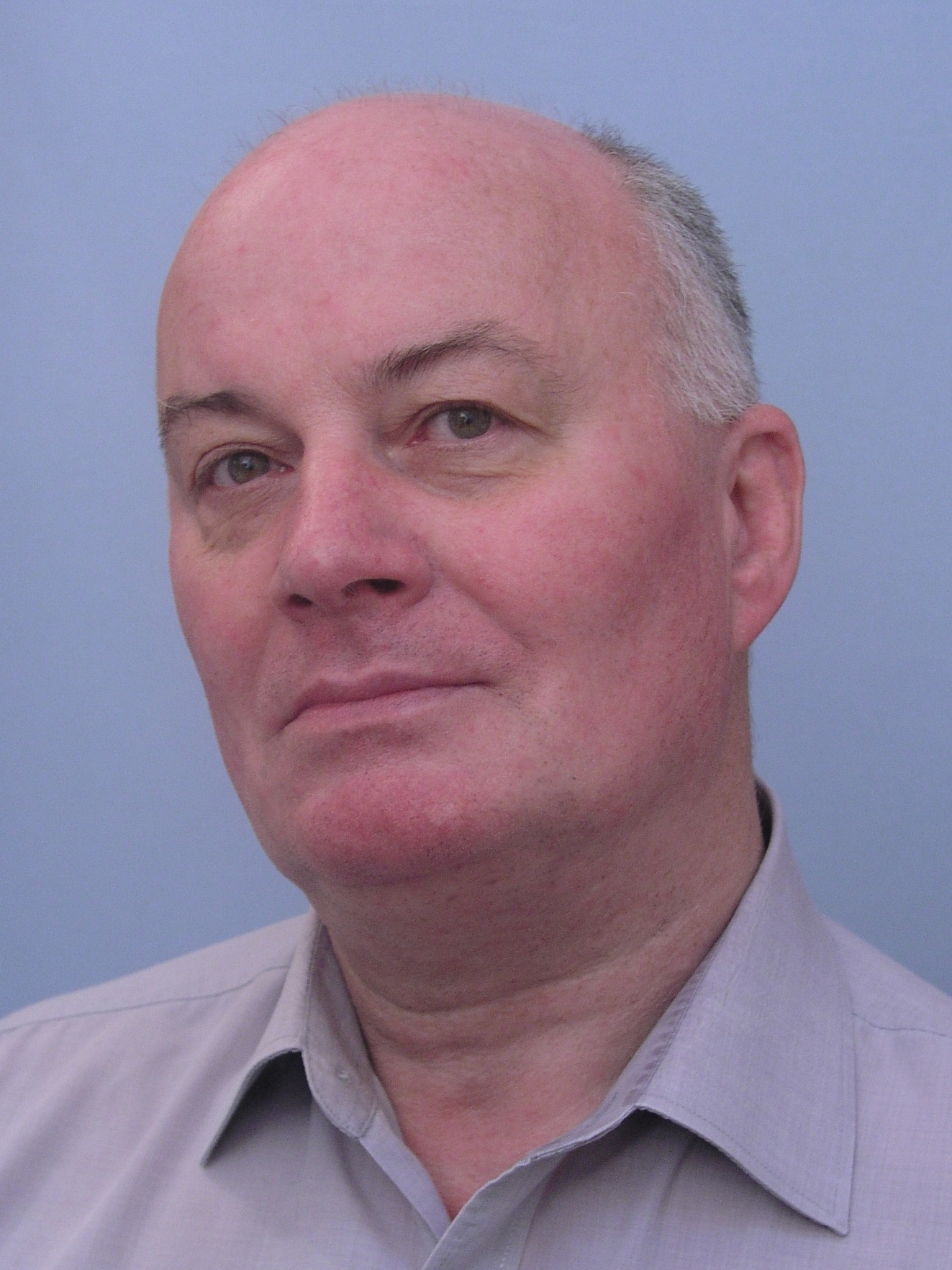
Wolfgang Dahms

Wolfgang Dahms (* 18. Januar 1950 in Halle an der Saale) ist ein deutscher Schriftsteller. Er lebt in Nürnberg.

## Leben
Dahms wurde in Halle an der Saale als Sohn einer Ärztin und eines Lehrers geboren. Nach der Schule begann er eine Betonbauerlehre. Wegen versuchten „ungesetzlichen Grenzübertritts“ wurde er zu einer fünfzehnmonatigen Gefängnisstrafe verurteilt. Das Abitur erwarb er auf der Abendschule. Dahms studierte sechs Semester Physik in Jena. Seitdem arbeitete er in verschiedenen Berufen. Als Mitglied eines Zirkels beteiligte er sich an literarischen Seminaren. Einen frühen Roman lehnte ein DDR-Verlag ab. Erst mit der Wende 1989 wurde sein Ausreiseantrag bewilligt. Seit 1990 wohnt er in Nürnberg. Dahms unternahm Erlebnisreisen in viele Länder. Seit 2005 widmet er sich ausschließlich dem Schreiben. Dahms ist Mitglied im Verband deutscher Schriftsteller (VS).

## Veröffentlichungen
- Das richtige Wort, Roman, Wiesenburg Verlag Schweinfurt 2007, ISBN 978-3-939518-64-8
- Die Abwendung, Roman, Wiesenburg Verlag Schweinfurt 2008, ISBN 978-3-940756-06-0
- Der Betrogene, Roman, WFB Verlagsgruppe Bad Schwartau 2010, ISBN 978-3-86672-041-1
- Rosenscherben, Roman, WFB Verlagsgruppe Bad Schwartau 2012, ISBN 978-3-86672-063-3